# Вайнштейн Мойсей Соломонович
Мойсей Соломонович Вайнштейн (14 (27) січня 1903, Одеса — 25 вересня 1957, Одеса) — економіст, ректор Одеського державного університету (1936 — 1937).

## Біографія
М. С. Вайнштейн народився 14 (27) січня 1903 року в Одесі.. 
У 1926 році закінчив Одеський інститут народного господарства, в 1928 році захистивши кваліфікаційну роботу «Теорія ренти й проблеми ренти в СРСР», здобув кваліфікацію економіста.  
В 1927 — 1928 навчальному році викладав політичну економію в Одеському вечірньому робітничому університеті. У 1928 — 1930 роках працював асистентом в Одеському інституті народного господарства, одночасно в 1929 — 1930 роках викладав  в Одеському індустріальному політехнікумі. В 1930 — 1931 навчальному році обіймав посаду доцента промислово-економічного факультету Одеського робітничого вечірнього індустріального інституту.
У 1931 — 1933 роках обіймав посаду професора в Одеському інституті професійної освіти. З 1932 року завідував кафедрою політичної економії, деканом соціально-економічного факультету. З 1 квітня до 1 травня 1933 року виконував обов’язки директора Одеського інституту професійної освіти.
В 1933 — 1937 роках працював проректором Одеського державного університету з навчальної роботи та завідувачем кафедри політичної економії. З вересня 1936 року до листопада 1937 року виконував обов’язки ректора Одеського державного університету. В 1937  — 1941 роках обіймав посади доцента, завідувача економічним кабінетом, проректора ОДУ із заочного відділу.. 
В 1934 році присвоєно вчене звання доцента. Захистивши дисертацію «Фізіократизм в російській економічній думці» , в 1940 році здобув науковий ступінь кандидата економічних наук.
В евакуації в 1942  — 1944 роках завідував кафедрою політичної економії Одеського державного університету, за сумісництвом викладав в Одеському педагогічному інституті та в Ташкентському юридичному інституті.
В 1945 — 1953 роках обіймав посаду доцента в Одеському державному педагогічному інституті імені К. Д. Ушинського.
В 1953 — 1957 роках працював в Одеському технологічному інституті. З 1954 року очолював кафедру економіки промисловості.
Помер 25 вересня 1957 року в Одесі.

## Праці
- Тяжелая промышленность Украины в пятилетнем плане 1946 – 1950 гг./ М. С. Вайнштейн// Наукові записки Одеського державного педагогічного інституту ім. К. Д. Ушинського. – 1947. – Т. VIII. – С. 27 - 54.[3]
- Лженаука Кейнса/ М. С. Вайнштейн// Наукові записки Одеського державного педагогічного  інституту ім. К. Д. Ушинського. – 1950. – Т. ІХ: Випуск історико-філологічний. – С. 34 - 50.[3]